# Il Gesù
Il Gesù (în italiană Chiesa del Sacro Nome di Gesù, cunoscută mai ales sub numele Il Gesù) este o mare biserică romano-catolică din Roma, cu sărbătoarea de hram pe 3 ianuarie. 

## Istoric
Proiectul general al bisericii a fost realizat de arhitectul Giacomo Barozzi da Vignola, iar fațada a fost proiectată de Giacomo della Porta. Edificiul a servit de-a lungul timpului drept model pentru numeroase biserici construite în stil baroc în Europa Centrală.
În această biserică este înmormântat Ignațiu de Loyola, principalul fondator și primul superior general al Societății lui Isus (Ordinul Iezuit).

## Spectacolul zilnic
În biserica „Il Gesù” are loc zilnic la orele 17:30 un spectacol neobișnuit de ton si lumină la altarul Sf. Ignațiu de Loyola (sub care este înmormântat). Statuia argintată a lui Ignațiu de Loyola este acoperită de un tablou glisant, executat de Andrea Pozzo în secolul al XVII-lea, care la orele 17:30 glisează lent în jos, dezvelind statuia. Tabloul glisant prezintă în partea de sus scena în care Isus îi predă lui Ignațiu un steag cu emblema iezuită IHS, iar jos în dreapta personificarea celor patru continente cunoscute la acea vreme.

## Galerie de imagini

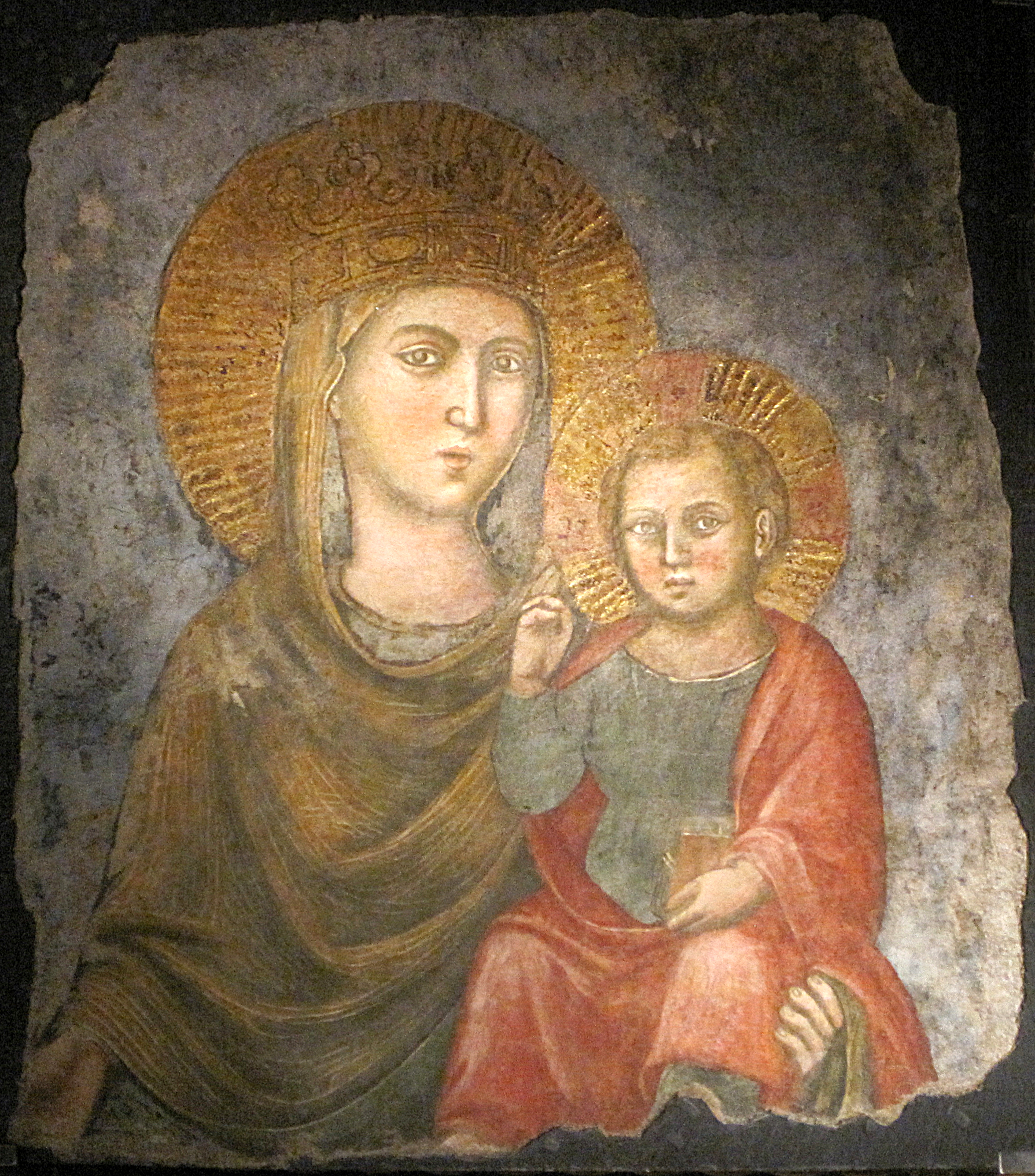
Madonna Della Strada⁠(en)[traduceți]
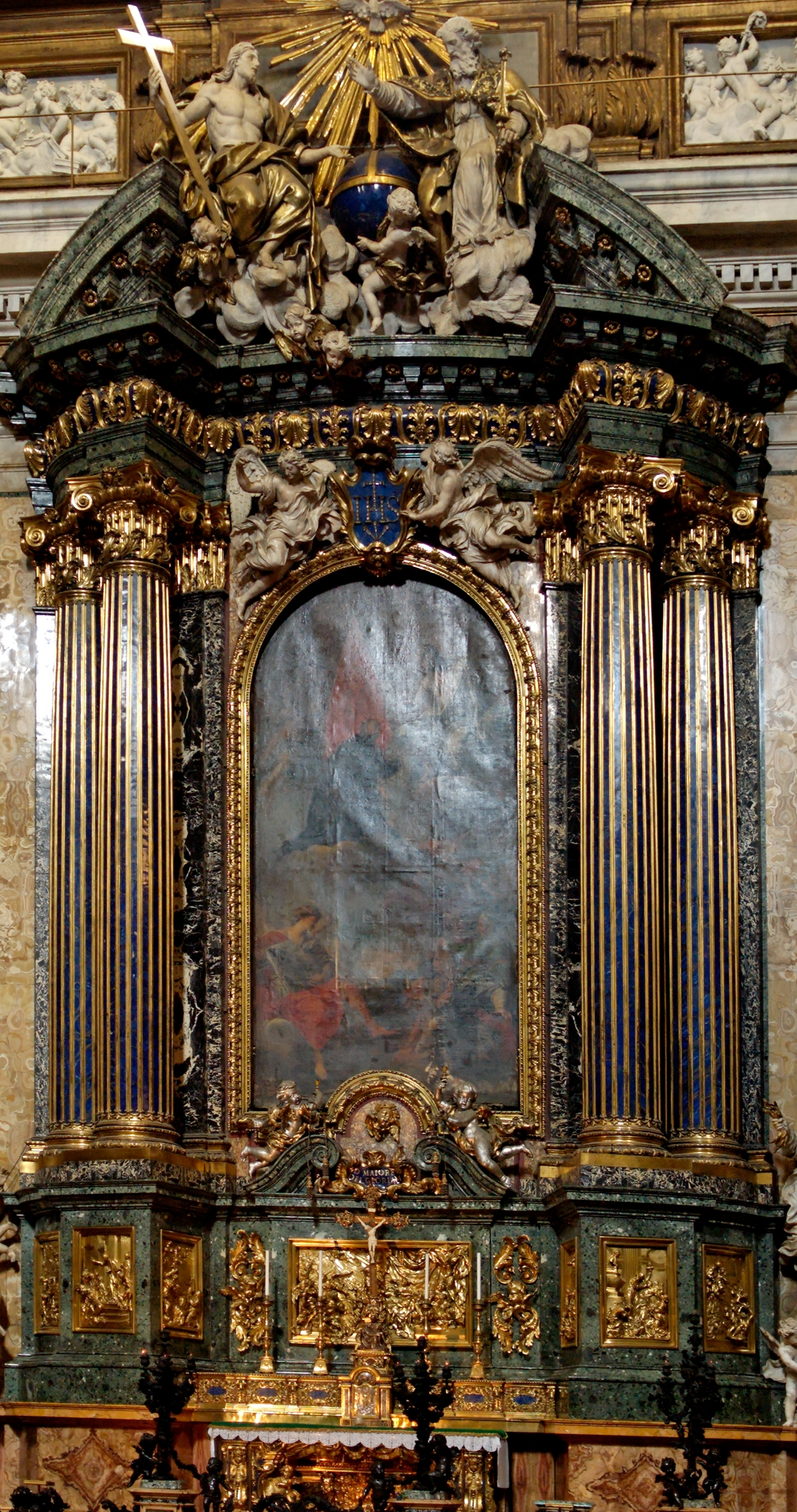
Altarul Sf. Ignațiu de Loyola de Andrea Pozzo
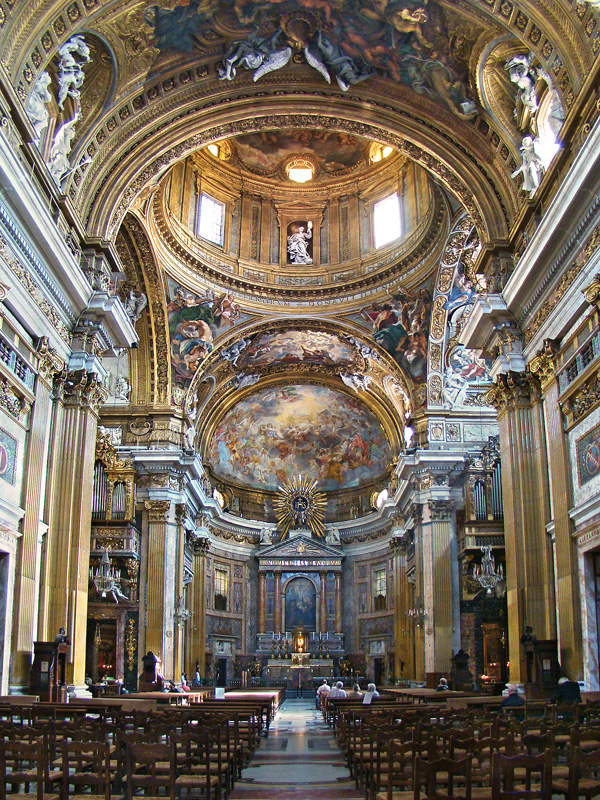
Interiorul bisericii
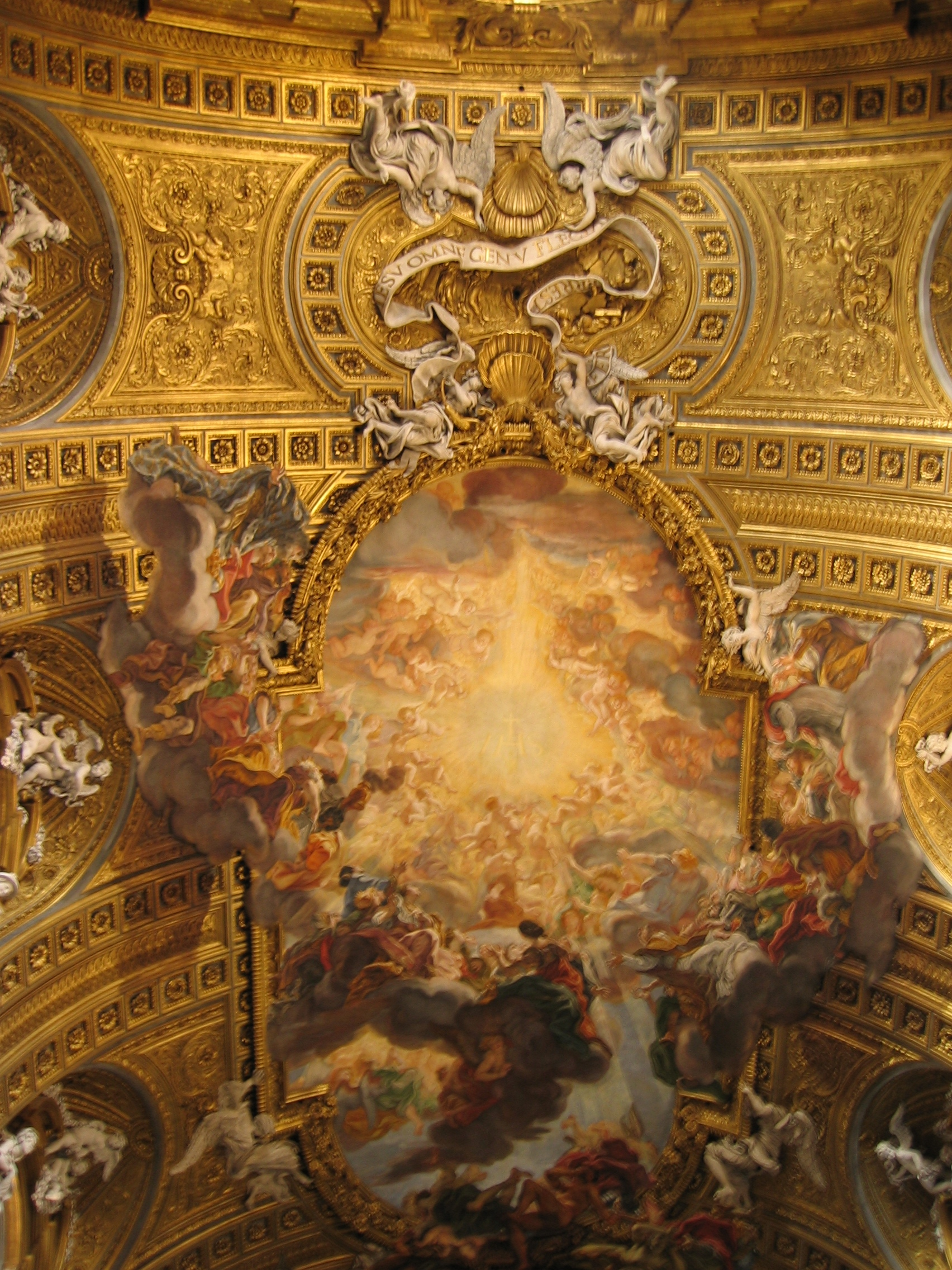
Tavanul navei bisericii